# Abraham Hirsz Zimerman
Abraham Hirsz Zimerman (Polônia, 13 de julho de 1928) é um físico, pesquisador e professor universitário brasileiro. 
Comendador da Ordem Nacional do Mérito Científico e membro titular da Academia Brasileira de Ciências na área de Ciências Físicas desde 1992. É professor do Instituto de Física Teórica (IFT) e professor emérito da Unesp.
Nascido na Polônia em 1928, foi um dos pioneiros do IFT, participando de sua formação.
Foi condecorado com a comenda da Ordem Nacional do Mérito Científico.